# Badminton bei den Island Games 1995
Bei den Island Games 1995 wurden in Gibraltar sechs Badmintonwettbewerbe ausgetragen.

## Medaillengewinner
| Disziplin    | Gold                              | Silber                           | Bronze                            |
| ------------ | --------------------------------- | -------------------------------- | --------------------------------- |
| Herreneinzel | Mark Leadbeater                   | Lennert Hansen                   | Darren Le Tissier                 |
| Herreneinzel | Mark Leadbeater                   | Lennert Hansen                   | Ian Coombs-Goodfellow             |
| Dameneinzel  | Elizabeth Cann                    | Danielle Le Feuvre               | Bridget Podger                    |
| Dameneinzel  | Elizabeth Cann                    | Danielle Le Feuvre               | Ronnie Jubb                       |
| Herrendoppel | Darren Le Tissier Mark Leadbeater | Adam Garwood Andy Gallichan      | Ian Coombs-Goodfellow Phil Duffin |
| Herrendoppel | Darren Le Tissier Mark Leadbeater | Adam Garwood Andy Gallichan      | Paul Martin Steve Cochrane        |
| Damendoppel  | Elizabeth Cann Danielle Le Feuvre | Sarah Le Moigne Wendy Trebert    | Bridget Podger S. Handley         |
| Damendoppel  | Elizabeth Cann Danielle Le Feuvre | Sarah Le Moigne Wendy Trebert    | Sharon Nicholson Nicola Watson    |
| Mixed        | Mark Leadbeater Sarah Le Moigne   | Darren Le Tissier Bridget Podger | Andrew Podger Wendy Trebert       |
| Mixed        | Mark Leadbeater Sarah Le Moigne   | Darren Le Tissier Bridget Podger | Adam Garwood Danielle Le Feuvre   |
| Team         | Jersey                            | Guernsey                         | Isle of Man                       |